# Somontano de Barbastro
Somontano de Barbastro is een comarca in het centrale deel van de Spaanse provincie Huesca. De hoofdstad is Barbastro, de oppervlakte 1166,60 km2 en het heeft 22.740 inwoners (2002).

## Gemeenten
Abiego, Adahuesca, Alquézar, Azara, Azlor, Barbastro, Barbuñales, Berbegal, Bierge, Castejón del Puente, Castillazuelo, Colungo, Estada, Estadilla, El Grado, Hoz y Costean, Ilche, Laluenga, Laperdiguera, Lascellas-Ponzano, Naval, Olvena, Peralta de Alcofea, Peraltilla, Pozán de Vero, Salas Altas, Salas Bajas, Santa María de Dulcis en Torres de Alcanadre
De belangrijkste rivieren die door de comarca stromen zijn de Alcanadre, de Cinca, de Ésera en de Vero.
De Somontano (wijn) komt uit dit gebied.